# Kufra tartomány
El-Kufra tartomány (arabul شعبية الكفرة [Šaʿbiyyat al-Kufra]) Líbia huszonkét tartományának egyike. A történelmi Kirenaika régióban, az ország délkeleti részén fekszik: északon el-Váhát tartomány, északkeleten Egyiptom, délkeleten Szudán, délen Csád, nyugaton Murzuk, északnyugaton pedig el-Dzsufra tartomány határolja. Székhelye el-Dzsauf városa. Lakossága a 2006-os népszámlálás adatai szerint 50 104 fő.

## Fordítás
Ez a szócikk részben vagy egészben  a   Libyen#Verwaltungsgliederung című német Wikipédia-szócikk ezen változatának fordításán alapul.  Az eredeti cikk szerkesztőit annak laptörténete sorolja fel. Ez a jelzés csupán a megfogalmazás eredetét és a szerzői jogokat jelzi, nem szolgál a cikkben szereplő információk forrásmegjelöléseként.